# Allium bellulum
Allium bellulum är en amaryllisväxtart som beskrevs av Jaroslav Ivanovic Yaroslav Ivanovich Prokhanov. Allium bellulum ingår i släktet lökar, och familjen amaryllisväxter. Inga underarter finns listade i Catalogue of Life.